# Østen Østensen
Østen Østensen (n. 12 august 1878, Comuna Drammen, Buskerud, Norvegia – d. 22 decembrie 1939, Oslo, Norvegia) a fost un trăgător de tir ce a reprezentat Norvegia, medaliat olimpic. A participat la 2 ediții ale Jocurilor Olimpice (1912, 1920) în care a câștigat 3 medalii de argint și două medalii de bronz.